# Takatalvi
Takatalvi is de derde extended play die door de Finse powermetalband Sonata Arctica is uitgebracht in 2003.

## Nummers
1. San Sebastian
2. The Gun
3. Still Loving You (cover van Scorpions)
4. Shy
5. Dream Thieves
6. I Want Out (cover van Helloween)
7. Fade To Black (cover van Metallica)
8. Broken (live videoclip)